# Puente transbordador de Rochefort
El puente transbordador de Rochefort atraviesa el río Charente entre las ciudades de Rochefort (Charente Marítimo) y Échillais, en Francia. Fue proyectado por el ingeniero francés Ferdinand Arnodin, que también diseñó el puente de Vizcaya, que une las dos márgenes de la ría de Bilbao. Fue inaugurado en julio de 1900.
Fue abandonado en 1967, para ser sustituido por un puente de elevación vertical, que a su vez fue demolido en 1991, pocos meses después de la apertura de un nuevo puente de carretera de doble calzada, el viaducto de Martrou. Sin embargo, el transborador se reabrió en 1994 y constituye actualmente un monumento histórico clasificado, que puede ser utilizado por peatones y ciclistas en el periodo entre abril y octubre.

## Puente transbordador
El puente transbordador es una estructura que conecta las dos orillas del Charente, entre las ciudades de Rochefort y Échillais sin obstaculizar la navegación del río y constituye el último puente transbordador existente en Francia.
Este puente tiene su basamento en 8 pilares de mampostería, con una profundidad de 19,5 metros en la costa norte (Rochefort) y 8,5 metros en la costa sur (Échillais), sobre los que se levantan 4 torres de metal de 66,25 metros que se encuentran 2 × 2 en ambos lados de la Charente. Un tablero de 175,50 metros de largo, a una altura de 50 metros sobre el agua, conecta las cuatro torres.
Los trabajos de construcción del puente y reemplazar un ferry que resultaba insuficiente para cubrir el tráfico existente, comenzaron en marzo de 1898 y terminaron en julio de 1900, bajo la dirección del ingeniero Ferdinand Arnodin.
El puente fue inaugurado 29 de julio de 1900, después de 27 meses de trabajo. El coste ascendió a 586.500 francos de ese momento, y puede trasladar hasta 200 personas. Su capacidad es de 14 toneladas. La travesía dura 75 segundos.